# Shahrestān-e Malāyer
Shahrestān-e Malāyer (persiska: شهرستان ملايِر, ملايِر) är en delprovins (shahrestan) i Iran.   Den ligger i provinsen Hamadan, i den nordvästra delen av landet, 280 km sydväst om huvudstaden Teheran.
Delprovinsen hade 288 685 invånare 2016.